# Las Torres (estación del Metro de Santiago)
Las Torres es una estación ferroviaria que forma parte de la red del Metro de Santiago de Chile. Se encuentra por trinchera en la autopista Vespucio Sur entre las estaciones Quilín y Macul de la línea 4, en el límite de las comunas de Macul y Peñalolén.
La estación estuvo cerrada entre el 18 de octubre y el 2 de diciembre de 2019 producto de los daños ocurridos en la red producto de las protestas por el alza de la tarifa del metro.

## Entorno y características
En el entorno inmediato de la estación se ubica el edificio central de la concesionaria autopista Vespucio Sur, cercana a centros de salud como el Hospital Doctor Luis Tisné y el Centro Referencial de Salud Cordillera Oriente los cuales se encuentran al oriente de la estación por la Avenida Las Torres en la comuna de Peñalolén. El área aledaña a la estación es una zona netamente residencial de viviendas de clase media y baja. La estación posee una afluencia diaria promedio de 8528 pasajeros.

### Accesos
| Acceso | Intersección                                      |
| ------ | ------------------------------------------------- |
| A      | Av. Américo Vespucio con Av. Doctor Amador Neghme |
| B      | Av. Américo Vespucio con Av. Las Torres           |

## Origen etimológico
El nombre de esta estación se debe a que se encuentra en el cruce de Avenida Américo Vespucio con la Avenida Las Torres (Peñalolén), la cual lleva dicho nombre debido a las Torres de Alta Tensión, que se encuentran en el bandejon central de esta avenida.

## Galería

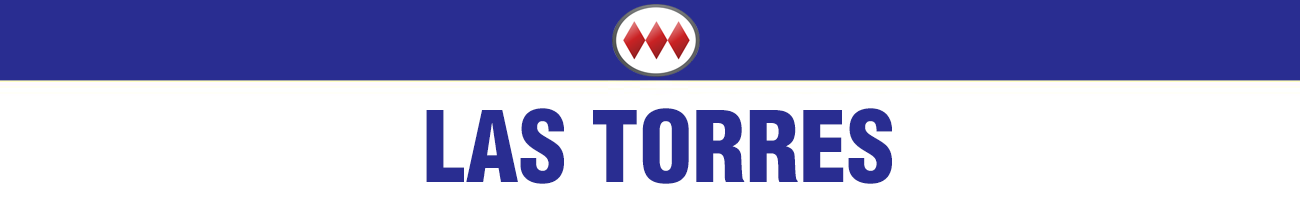
Cenefa utilizada actualmente en los andenes.
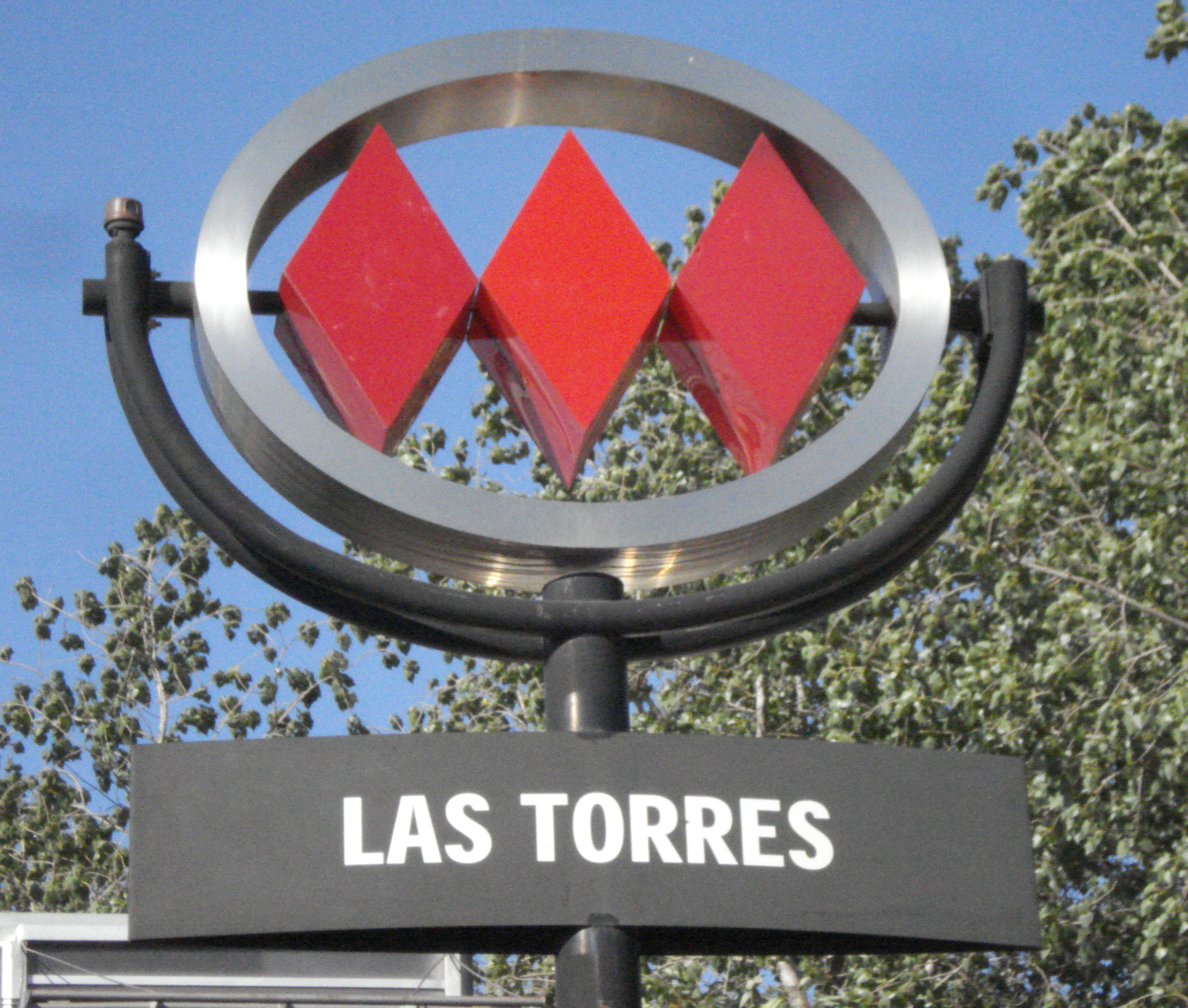
Cartel en la entrada de la estación.
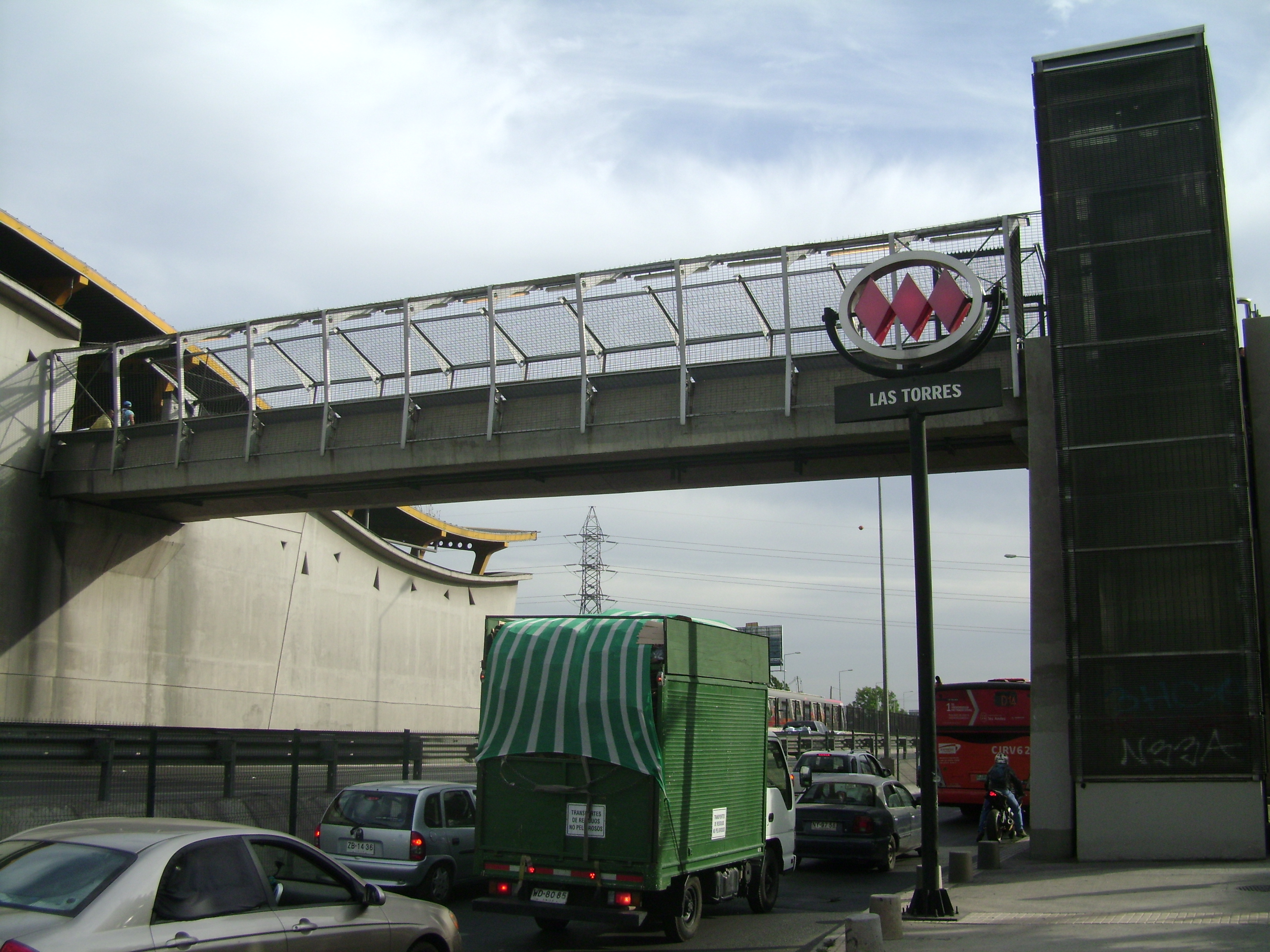
Acceso poniente a la estación.
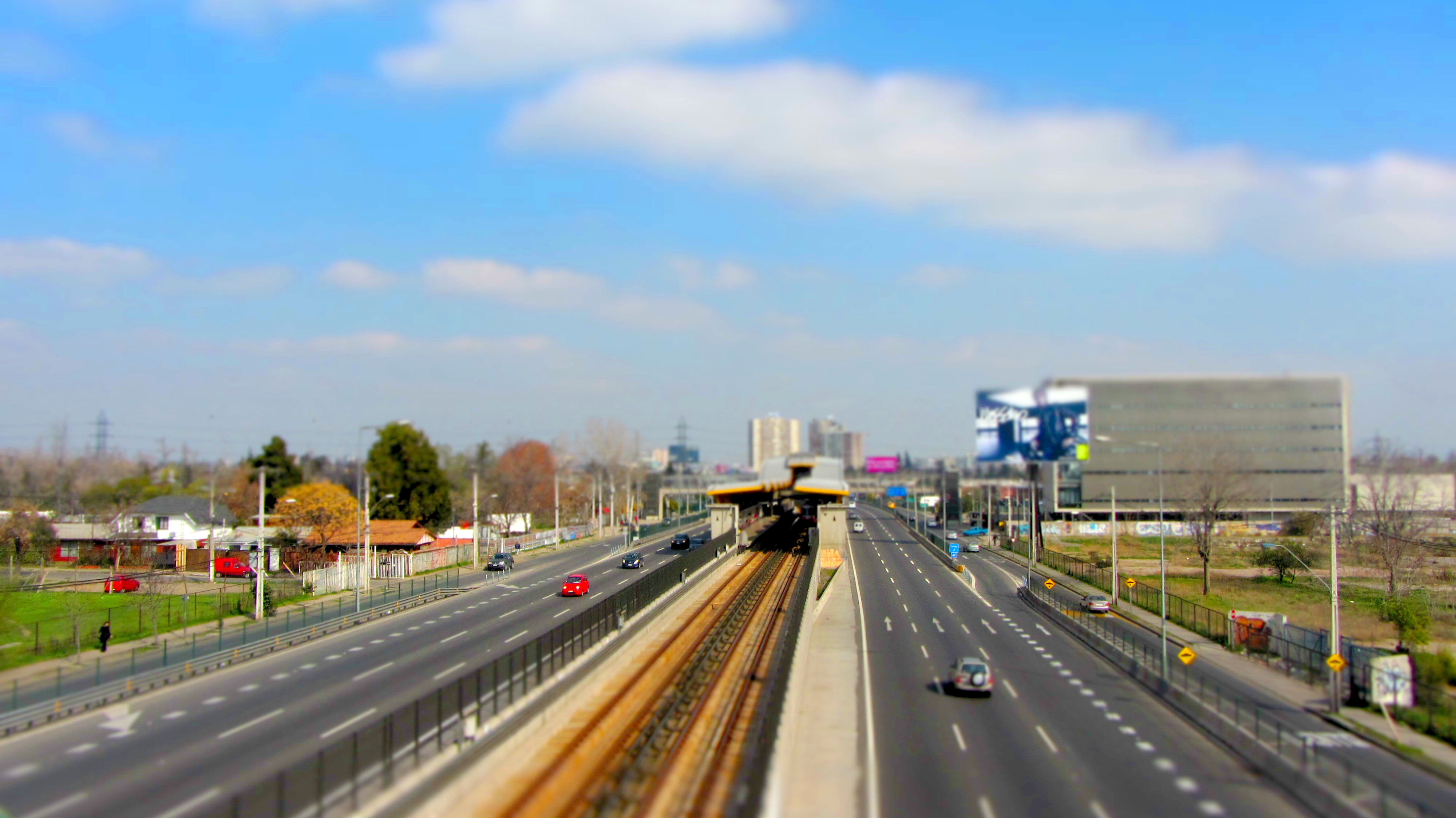
Vista aérea de la estación.
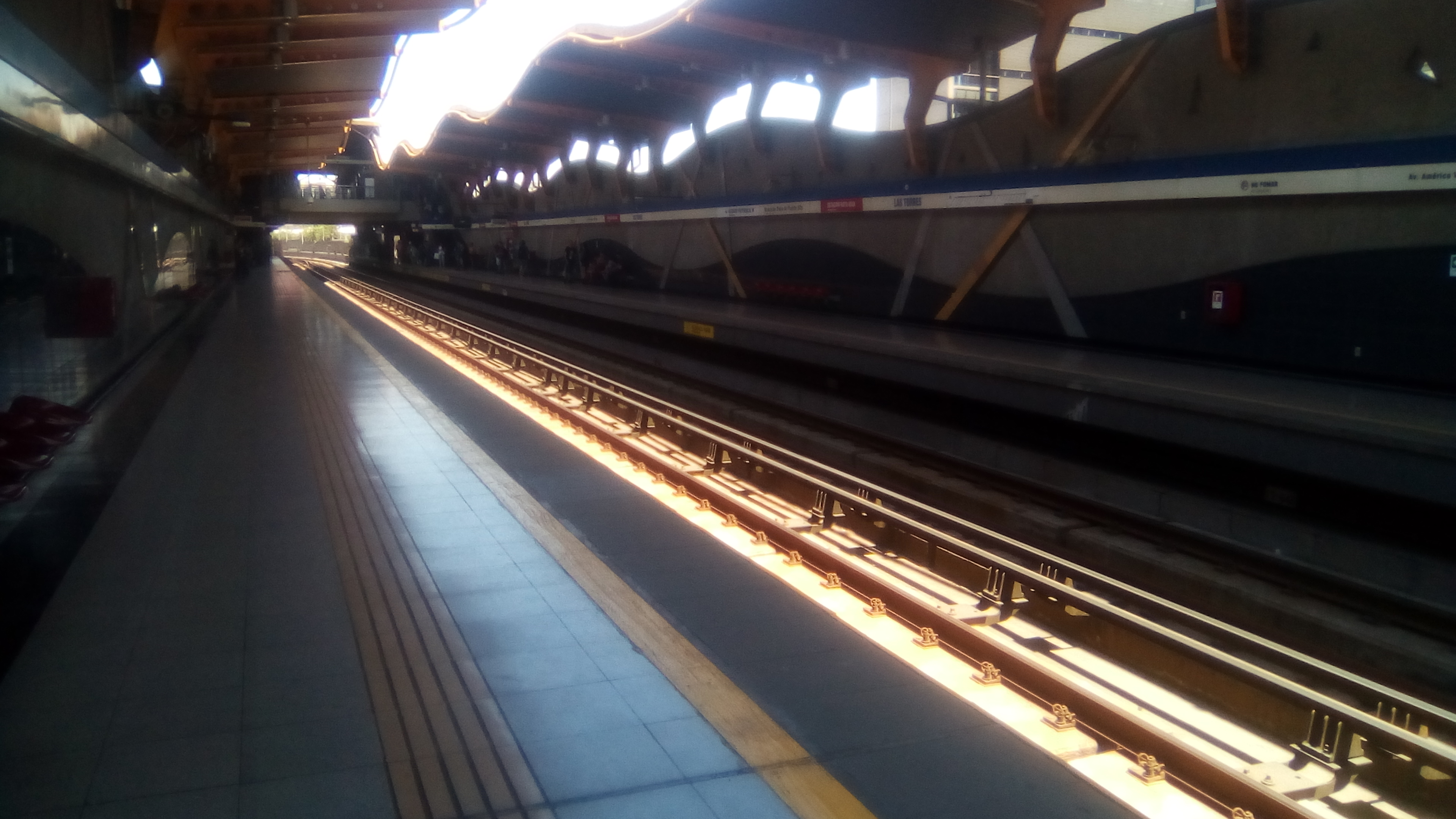
Andenes de la estación.
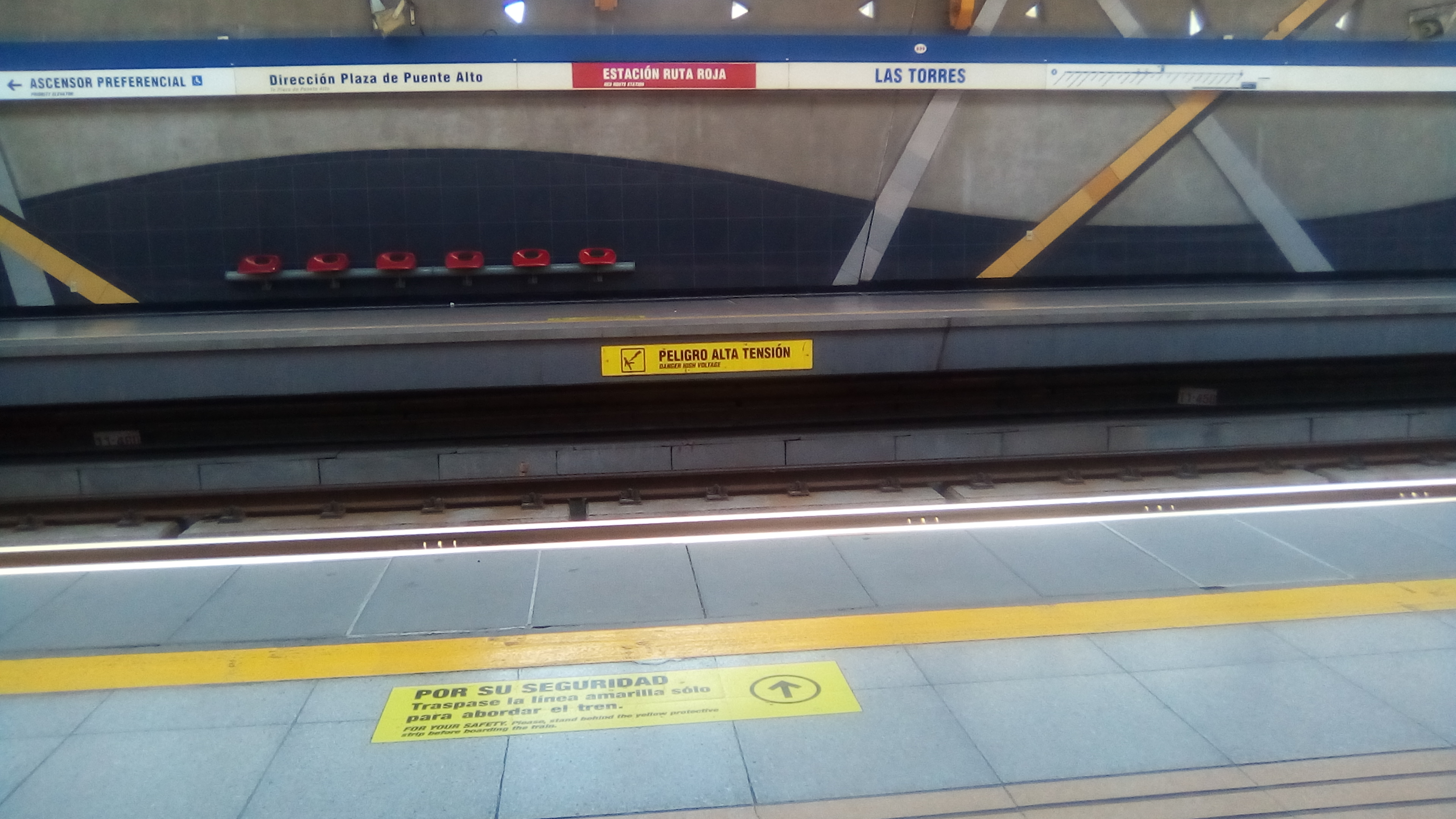
Andén.

## Conexión con Red Metropolitana de Movilidad
La estación posee 2 paraderos de la Red Metropolitana de Movilidad en sus alrededores, los cuales corresponden a:
| Paradero/ Código                    | Recorridos                                                                |
| ----------------------------------- | ------------------------------------------------------------------------- |
| Parada 1 / Metro Las Torres (PD192) | 225 (Bahía Catalina) - 712 (Puente Alto) - D14 (Metro Pedrero)            |
| Parada 2 / Metro Las Torres (PD173) | 225 (Las Condes) - 514 (Enea) - 514c (Metro Salvador) - 712 (La Pirámide) |